# Piet Gros
Piet Gros (Dokkum, 31 juli 1962) is een Nederlands chemicus en hoogleraar biomacromoleculaire kristallografie aan de Universiteit Utrecht. In 2010 werd hij onderscheiden met de NWO-Spinozapremie voor het "ophelderen van de driedimensionale structuur van het C3-eiwit".

## Biografie
Gros werd in 1962 geboren in het Friese gezin van Anne Gros en Aafke Gros-Sikkema. Zijn vader was conciërge en administrateur van de pedagogische academie te Dokkum. Later verhuisde het gezin naar Damwoude. Na de middelbare school in Dokkum ging hij naar Groningen, waar hij aan de Rijksuniversiteit Groningen (RUG) scheikunde studeerde. In 1985 slaagde hij cum laude voor zijn master om vijf jaar later cum laude te promoveren op een proefschrift over 'eiwitkristallografie'.
Na zijn studie vertrok hij naar het buitenland. Zo was hij postdoc-onderzoeker aan het ETH Zürich en medewerker bij de Yale-universiteit in New Haven. In 1994 kreeg hij een aanstelling aan de Universiteit Utrecht om experimenteel onderzoek te doen naar nieuwe toepassingen van eiwitkristallografie. In 2002 werd hij er hoogleraar en van 2007 tot 2010 was hij hoofd van het departement scheikunde van de universiteit. Van 2012 tot en met 2016 was hij wetenschappelijk directeur van het Bijvoet Centrum voor Biomoleculair Onderzoek.

## Spinozapremie
In 2010 kreeg Piet Gros de NWO-Spinozapremie voor het ophelderen van de driedimensionale structuur van het C3-eiwit. Dit grote eiwit is onderdeel van het ‘oer-immuunsysteem’ dat nog steeds in de mens aanwezig is. Dit immuunsysteem valt uit zelfverdediging alle – ook lichaamseigen – cellen aan, met mogelijk desastreuze gevolgen voor het lichaam. Met structuurbiologische technieken, zoals eiwitkristallografie, onderzoekt Gros de structuren en chemische interacties die aan de basis liggen aan dit immunologische proces. Het onderzoek van Gros moet de basis leggen voor medicijnontwikkeling op het gebied van onder ander reuma, nierziekten en hart- en vaatziekten. Hij ontving ook de 2018 Gregori Aminoffprijs, een internationale prijs die sinds 1979 jaarlijks wordt uitgereikt door de Zweedse Academie op het gebied van de kristallografie. In 2024 ontving hij de ICS Legacy Award van de International Complement Society en de Bijvoet Medaille van het Bijvoet Centrum voor Biomoleculair Onderzoek.
.